# Marek Chowaniec
Marek Piotr Chowaniec (ur. 24 stycznia 1966 w Oświęcimiu) – polski scenograf teatralny, telewizyjny i filmowy, prodziekan Wydziału Scenografii warszawskiej ASP.
Doktorat (2010) i habilitację (2012) uzyskał na Wydziale Sztuki Mediów i Scenografii ASP  w Warszawie. 
Jako scenograf zrealizował około 50 przedstawień teatralnych, m.in. "Marat-Sade" i "Czarna maska" - reż. Krzysztof Nazar, "Miss Saigon" i "Grease" - reż. Wojciech Kępczyński, "Kuglarze i wisielcy", "Garderobiany", "Parady", "Tak daleko, tak blisko", "Cyrano de Bergerac", "Nie-Boska komedia" – reż. Krzysztof Zaleski, "Tyle miłości" i "Romeo i Julia" - reż. Janusz Józefowicz, "Anioły Ameryki" - reż. Wojciech Nowak, "Chicago" - reż. Krzysztof Jasiński, "Pięciu braci Moe" - reż. Olaf Lubaszenko.
Współtworzył również około 30 przedstawień teatru telewizji, m.in.: "Doktor Halina" - reż. Marcin Wrona, "Oskarżeni – Śmierć sierżanta Karosa" - reż. Stanisław Kuźnik, "Słowo honoru" i "Tajny agent" - reż. Krzysztof Zaleski, "Nasze miasto" - reż. Maria Zmarz-Koczanowicz, "Małpa" - reż. Janusz Zaorski, "Kariera Arturo Ui" - reż. Piotr Szulkin. Stworzył również scenografię do filmu "List" w reżyserii Denijala Hasanovica oraz serialu telewizyjnego "Policjanci" w reżyserii Łukasza Wylężałka. 
W 2010 roku był twórcą scenografii do widowiska baletowego "Let's dance, Chopin" (w reżyserii Marii Stokłosy) na otwarcie dnia polskiego EXPO w Szanghaju. 27 marca 2023 odznaczony Brązowym Medalem „Zasłużony Kulturze Gloria Artis”